# Anders Boesen
Anders Boesen (Copenhague, 6 de marzo de 1976) es un deportista danés que compitió en bádminton, en la modalidad individual.
Ganó dos medallas de bronce en el Campeonato Europeo de Bádminton, en los años 2002 y 2004.

## Palmarés internacional
| Campeonato Europeo | Campeonato Europeo | Campeonato Europeo | Campeonato Europeo |
| Año                | Lugar              | Medalla            | Prueba             |
| ------------------ | ------------------ | ------------------ | ------------------ |
| 2002               | Malmö (Suecia)     | Medalla de bronce  | Individual         |
| 2004               | Ginebra (Suiza)    | Medalla de bronce  | Individual         |